# Wayne Lakes
Wayne Lakes – wieś w Stanach Zjednoczonych, w stanie Ohio, w hrabstwie Darke.